# Бондарчук Віталій Миколайович
Віталій Миколайович Бондарчук (нар. 10 січня 1953, село Кам'янка, тепер Попільнянського району Житомирської області) — український радянський діяч, бригадир електрозварників Київського заводу «Ленінська кузня». Депутат Верховної Ради УРСР 11-го скликання.

## Біографія
Освіта середня.
З 1970 року — електрозварник Київського заводу «Ленінська кузня», електрик Попільнянського консервного заводу Житомирської області.
З 1975 року — бригадир електрозварників Київського заводу «Ленінська кузня».
Потім — на пенсії в місті Києві.

## Нагороди
- ордени
- медалі